# 大村広奈
大村 広奈（おおむら ひろな）は、NHKのアナウンサー。

## 人物・来歴
島根県出雲市出身。甲南女子大学文学部日本語日本文学科（信時哲郎ゼミ）を卒業後、学生時代よりアルバイトしていた歯科医院に就職。
2023年4月、地域職員としてNHKに入局。初任地は松江放送局。

## 嗜好・挿話
- 趣味は旅行[2]。
- NHKは令和改革により人事制度が改められ、大村は地元である中国地方での勤務を希望。このため「地域勤務採用」となり、出身地である島根県の松江放送局が初任地となる。2023年5月31日放送の『しまねっとNEWS610』のエンディングで挨拶を行った[3][4]。
- NHK松江放送局の開局90周年を記念して制作された島根発地域ドラマ「島根マルチバース伝」における、地域ドラマPR隊長に抜擢された[5][6]。

## 現在の担当番組
- 島根県のニュース・気象情報・中継・リポート

## 過去の出演番組

### 松江放送局時代（2023年度 - ）
- どーも、NHK（2023年5月28日・新人お披露目）
- さんいんスペシャル
  - 「ネルソンズと語ろう!島根マルチバース伝」（2024年3月15日） - 司会
- しまねっとNEWS610
  - 北野剛寛の代理キャスター（2024年8月19日 - 23日、11月5日 - 7日）
- お好み845、広島県・中国地方のニュース
  - 広島放送局への応援と夜勤対応（2024年11月25日 - 26日）